# Клара Г'юз
Клара Г'юз (англ. Clara Hughes; нар. 27 вересня 1972) — канадська велосипедистка і ковзанярка, олімпійська чемпіонка, чемпіонка світу.
Клара Г'юз розпочала як ковзанярка, але в 1990 році стала також займатися велоспортом, виступаючи як на шосе так і на велотреку. Вона 18-разова чемпіонату Канади з велоспорту, а в 1995 виборола срібло в чемпіонаті світу в шосейній гонці з роздільним стартом.
Вона має 8 медалей Панамериканських ігор, золото, срібло і бронзу Ігор Співдружності, здобуті на треку. Вона брала участь в Олімпіадах в Атланті та Сіднеї, виборовши в Атланті дві бронзові медалі. Г'юз чотири рази брала участь у жіночому Тур-де-Франс.
Повернувшись у ковзанярський спорт у сезоні 2000/2001 Г'юз зуміла здобути путівку на Олімпіаду в Солт-Лейк-Сіті. Там вона виграла бронзову медаль на дистанції 5000 м і стала лише другою спортсменкою в історії, що зуміла вибороти медалі на літніх та зимових Олімпійських іграх.
На Туринській олімпіаді Клара Г'юз стала олімпійською чемпіонкою, вигравши дистанцію 5000 м, а також допомогла Канаді отримати срібло в командній гонці переслідування. У Ванкувері Клара була прапороносцем канадської команди на церемонії відкриття. Вона зуміла поповнити свою колекцію олімпійських нагород — отримала бронзу на дистанції 5000 м.